# Philarctus appendiculatus
Philarctus appendiculatus är en nattsländeart som först beskrevs av Martynov 1909.  Philarctus appendiculatus ingår i släktet Philarctus och familjen husmasknattsländor. Inga underarter finns listade i Catalogue of Life.